# When I Think of You (chanson de Lee Ryan)
Singles de Lee Ryan
Turn Your Car Around Real Love
When I Think of You est le troisième et dernier single de l'ex-membre des Blue : Lee Ryan.